# Ninja Theory
Ninja Theory — английская частная компания, специализирующаяся на разработке компьютерных игр. Штаб-квартира расположена в Восточной Англии, в городе Кембридж. На протяжении большей части своей истории студия занималась разработкой крупнобюджетных action-игр, используя самые современные технологии компьютерной графики, в том числе технологию «захвата движения». Ninja Theory также привлекала к разработке собственных игр деятелей киноиндустрии, таких, как Алекс Гарленд и Энди Серкис.
Студия была основана в 2000 году под первоначальным названием Just Add Monsters и в течение нескольких лет работала как подразделение более крупной компании Argonaut Games; в 2004 году, когда Argonaut Games оказалась под угрозой банкротства, основатели Just Add Monsters выкупили собственную студию у материнской компании и реорганизовали её как независимую компанию под названием Ninja Theory. Heavenly Sword, чрезвычайно дорогостоящий проект, профинансированный компанией Sony Computer Entertainment, не оправдал затраченных на него средств. В последующие годы Ninja Theory также разрабатывала и другие крупнобюджетные игры: Enslaved: Odyssey to the West, основанную на классическом китайском романе «Путешествие на Запад», и DmC: Devil May Cry — попытку «перезапуска» серии Devil May Cry.
В 2010-х годах Ninja Theory, одновременно работая как подрядчик для Disney Interactive Studios, выработала новую бизнес-модель по созданию «инди-AAA» — игр с небольшими бюджетами, разработанных за собственный счет Ninja Theory, но при этом обладающих исключительно высокими достоинствами конечного продукта. Единственной игрой, созданной по такой модели, стала высоко оценённая критиками и получившая множество наград Hellblade: Senua’s Sacrifice — игра, основанная на скандинавской мифологии, но также раскрывающая темы психоза. В 2018 году студия была приобретена американской компанией Microsoft и включена в число её внутренних студий; руководство Ninja Theory объясняло такой переход возможностью сохранить творческую свободу при меньших финансовых рисках.

## История

### Just Add Monsters (2000—2004)

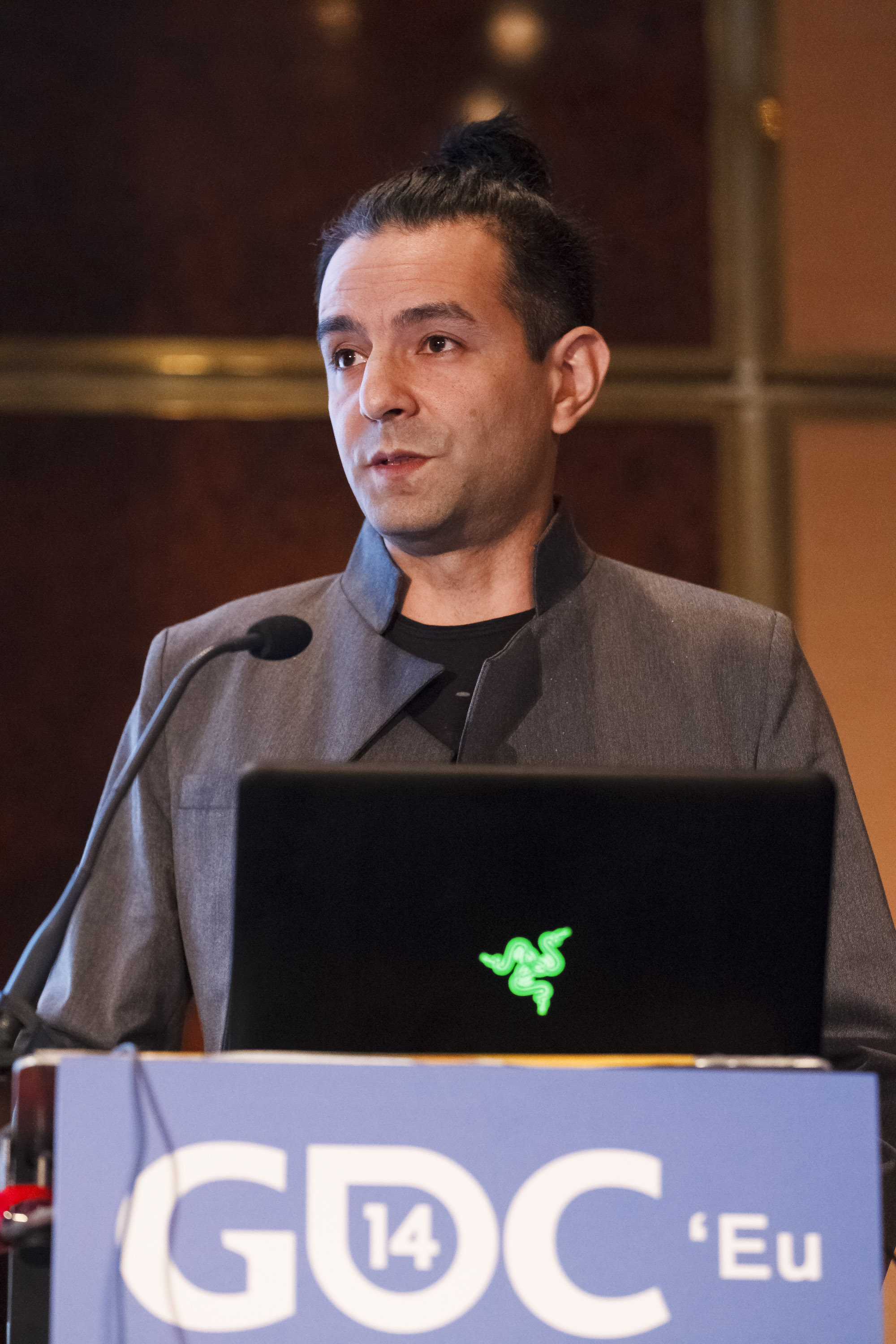
Тамим Антониадес, креативный директор и один из основателей Ninja Theory

Студия под первоначальным названием Just Add Monsters была основана в марте 2000 года Ниной Кристенсен (англ. Nina Kristensen), Майком Боллом (англ. Mike Ball) и Тамимом Антониадесом (англ. Tameem Antoniades). На момент основания весь капитал студии составлял лишь 3000 фунтов собственных сбережений разработчиков, и весь коллектив состоял только из них троих. У них не было ни оборудования, ни офиса, и «мозговой штурм», в котором была рождена идея игры Kung Fu Chaos — комедийной игры, посвященной китайским боевым искусствам — проводился у Антониадеса дома. В поисках финансирования разработчики обращались с этой идеей к нескольким компаниям-издателям, но ни у кого из последних концепция Kung Fu Chaos сама по себе интереса не вызвала; вместо этого три компании предлагали купить студию целиком. Спустя полгода после основания, когда сбережения разработчиков истощились, они вынуждены были согласиться на очередное аналогичное предложение — студия была приобретена британской компанией Argonaut Games. Финансирование со стороны Argonaut позволило Just Add Monsters снять офисное помещение, купить компьютеры для разработки и постепенно увеличивать штат.
Just Add Monsters удалось договориться об издании Kung Fu Chaos с американской компанией Microsoft, которая в это время готовилась запустить собственную игровую приставку Xbox. Студии понадобилось три месяца и труд от четырех до восьми человек, чтобы подготовить для Microsoft первый прототип игры; на пике разработки Kung Fu Chaos над игрой работали 22 человека. Перенеся выход игры на 2003 год, Microsoft позволила Just Add Monsters дополнительно поработать над улучшением Kung Fu Chaos. Игра получила в целом положительные оценки прессы, но провалилась в продажах — Антониадес обвинял в этом провале Microsoft, которая не озаботилась рекламой и продвижением проекта. В это время Just Add Monsters уже начала работу над сиквелом — разработчики отметили, что подчеркнуто мультяшный стиль Kung Fu Chaos не понравился многим игрокам, и задумывали Kung Fu Chaos 2 как более серьезную и реалистичную игру. Тем не менее, из-за низких продаж первой игры, оказавшихся особо болезненными для Argonaut Games на фоне других финансовых неудач, сиквел был отменён.
Поскольку права на интеллектуальную собственность Kung Fu Chaos остались за Microsoft, Just Add Monsters была вынуждена заняться созданием совершенно новой игры — Kung Fu Story, также на тему восточных боевых искусств. После неудачи с Kung Fu Chaos студия была вынуждена учитывать тенденции на рынке этого времени и требования издателей: финансового успеха добивались прежде всего крупнобюджетные игры с реалистичной графикой. С учетом этих соображений и в ожидании грядущего появления нового поколения игровых систем студия подготовила дорогостоящую демонстрационную версию своей игры с как можно более качественной графикой — уже под названием Heavenly Sword. Эта демоверсия вызвала интерес у издателей, но материнская компания Argonaut Games к этому времени находилась на грани банкротства — в октябре 2004 года над ней было установлено внешнее управление, и издатели считали вложения в проект слишком рискованными. Студии Just Add Monsters пришлось выкупать саму себя у Argonaut Games — чтобы собрать деньги на это, основателям студии пришлось перезаложить собственные дома, и бывший генеральный директор Argonaut Games Джез Сэн также предоставил им некие средства. В ноябре 2004 года студия была реорганизована как независимая компания под новым названием — Ninja Theory Ltd.

### Heavenly Sword, Enslaved и DmC (2004—2014)
Хотя вновь созданная студия располагала штатом в 50 человек, оставшихся у Ninja Theory денежных средств хватило бы только на три месяца работы. К моменту выхода из Argonaut Games в октябре 2004 года студия работала над прототипом Heavenly Sword уже десять месяцев. Разработчики предлагала проект различным издателям, но получали отказы — считалось, что в преддверии выхода новых игровых систем доверять разработку игр для них независимым разработчикам слишком рискованно, и лучше полагаться на опытные внутренние студии. В конечном счете, когда денежные резервы Ninja Theory находились на исходе, компании удалось подписать желанный договор с Sony Computer Entertainment и получить необходимое финансирование, хотя и на весьма невыгодных условиях: разработчики уступали Sony права интеллектуальной собственности и на сам проект, и на используемые в нём технологии, а также соглашались разрабатывать игры исключительно для Sony.

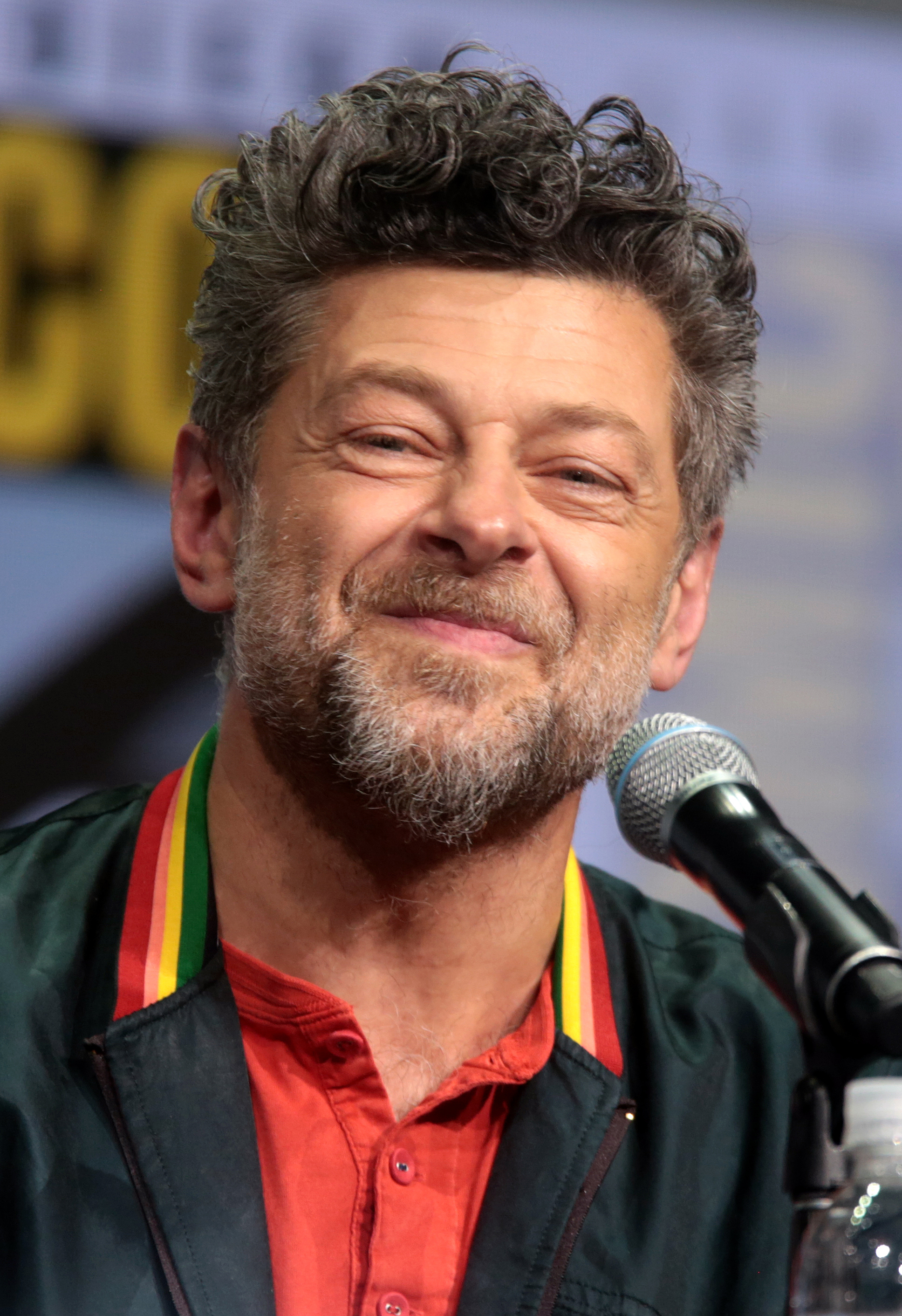
Киноактёр Энди Серкис работал над Heavenly Sword в роли «директора по драматургии» и участвовал в записи «захвата движения» для этой и следующей игры студии — Enslaved: Odyssey to the West.

Тем не менее, Ninja Theory получила крупный бюджет и могла реализовать свои амбиции: она планировала превратить Heavenly Sword в медиафраншизу и строила планы выпуска новых продуктов в её рамках на десять лет вперёд; в частности, планировались версии для портативной системы и основанный на игре фильм. Студия рассчитывала совершить прорыв в разработке благодаря технологии «захвата движения»; она заключила соглашение о сотрудничество с новозеландской компанией по производству визуальных эффектов Weta Digital и привлекла на должность «директора по драматургии» киноактёра Энди Серкиса. С помощью экспертов из киноиндустрии Ninja Theory надеялась вывести компьютерные игры на новый уровень как повествовательный формат — отображать полноценную актерскую игру средствами компьютерной графики. Работа над Heavenly Sword заняла четыре с половиной года, над игрой работало свыше 100 человек. При этом разработчики постоянно находились под давлением со стороны издателя: с точки зрения Sony, Heavenly Sword не должна была слишком сильно отклоняться от «стандартной» формулы жанра action-adventure. Игра, выпущенная в сентябре 2007 года, получила высокие оценки критиков и со временем приобрела культовый статус, но её продажи были слишком невелики — Heavenly Sword не только не принесла прибыли, но даже не окупила затраченных на неё денег. Студия строила планы на разработку игры-продолжения, но условия договора с Sony ставили Ninja Theory в невыгодное положение: взявшись за разработку Heavenly Sword 2, студия была бы вынуждена сократить значительную часть сотрудников, отказавшись, как она в итоге и поступила — теряла права на игру и на использованные в ней технологии. Антониадес вспоминал эту ситуацию как «душераздирающую».
В процессе работы над Heavenly Sword, использовавшей мотивы уся, Тамим Антониадес прочитал классический китайский роман «Путешествие на Запад» и задумался о создании игры по его мотивам — таким образом на свет появился новый проект Enslaved: Odyssey to the West. Сотрудникам студии хотелось попробовать себя в работе над чем-то новым, поэтому разработчики внесли в игру научно-фантастические образы, поместив её действие в постапокалиптический мир. Поскольку из-за разрыва с Sony Ninja Theory уже не могла использовать свой собственный игровой движок, студия воспользовалась движком Unreal Engine от компании Epic Games. Студия вновь находилась в стеснённых финансовых обстоятельствах и была вынуждена быстро искать издателя, готового профинансировать проект — поначалу разработчики подписали договор с новым издателем Green Screen, но эта компания вскоре закрылась; новым издателем стала компания Namco Bandai. Бюджет Enslaved был в полтора раза меньше, чем бюджет Heavenly Sword, однако студии удалось привлечь к работе над игрой именитого киносценариста Алекса Гарленда. Гарланд, сам «увлеченный геймер», работал над игрой не только как сценарист, но и как геймдизайнер, привнеся в неё множество характерных для кинематографа приёмов, в том числе в части анимации персонажей и работы с виртуальной камерой. Как и в случае Heavenly Sword, студия вновь привлекла Энди Серкиса и других опытных актеров для записи «захвата движения» — происходящее в студии во время работы над Enslaved описывалось скорее как физический театр, чем как простая запись анимации. Точно так же, как и Heavenly Sword, Enslaved: Odyssey to the West получила высокие отзывы критиков, но провалилась в продажах; Namco Bandai отменила запланированный многопользовательский режим и дополнения — студия успела выпустить только одно из них. Ninja Theory также пришлось отказаться от планов разработки игры-продолжения.
Вскоре после выхода Enslaved: Odyssey to the West японская компания Capcom выбрала Ninja Theory на роль разработчика новой части серии Devil May Cry. На Capcom самое благоприятное впечатление произвела игра Heavenly Sword — японские издатели считали, что разработчики из Ninja Theory задали «новый стандарт» в постановке внутриигровых заставок и выстраивании боевой системы вокруг персонажа. И то, и другое считалось особо важным и для Devil May Cry. Кроме того, поручив разработку западной, а не собственной японской студии, Capcom надеялась придать игре «западный колорит». При этом продюсеры Capcom Хидэаки Ицуно и Мотохидэ Эсиро внимательно следили за процессом разработки и вмешивались в него, бракуя неудачные дизайнерские решения и следя за тем, чтобы игра оставалась интересной и привлекательной и для японских игроков. Одним из существенных нововведений со стороны Ninja Theory был сильно переработанный дизайн главного героя Данте — новая версия вызвала такое массовое негодование поклонников серии, что разработчики начали получать угрозы физической расправы. Некоторые из этих угроз были оформлены в оригинальном виде, например, в виде комиксов или песен в жанре дэт-метал. Несмотря на скандалы вокруг разработки, выпущенная в январе 2013 года игра DmC: Devil May Cry получила очень высокие оценки критики и завоевала коммерческий успех, возглавив чарты продаж и в Японии, и в Европе, и в США; впервые за всю историю существования Ninja Theory получала роялти от завершенного проекта.

### Отменённые проекты и Hellblade (2014—2018)
Приход очередного поколения игровых систем означал для Ninja Theory рост затрат на разработку компьютерных игр и ещё большее нежелание издателей идти на риски. Учитывая опыт предыдущих лет, студия решила не вкладывать все ресурсы в одну новую игру, как это делалось прежде, а разделиться на ряд небольших команд, работающих параллельно над разными проектами. В сотрудничестве с компанией Chilingo, занимающейся изданием игр для мобильных платформ, Ninja Theory выпустила Fightback — небольшую мобильную игру, распространяющуюся по модели free-to-play. Создание Fightback позволяла компании попробовать себя во многих новых направлениях, будь то цифровая дистрибуция игр, «игры как сервис» или мобильные технологии; при этом разработчики убедились, что рынок игр для мобильных устройств высоко конкурентен, и работать на нем непросто.
В это время студия также работала над неанонсированной хоррор-игрой, сценарий для которой написал Алекс Гарленд. Финансирование для этого проекта найти не удалось: издатели, которым Ninja Theory предлагала концепцию игры, сначала потребовали ввести в нее рукопашный бой, а потом заявили, что ни рукопашный бой, ни хоррор-игры вообще не пользуются популярностью на рынке. Подобная судьба ждала и ещё одну созданную в сотрудничестве с Гарлендом концепцию кооперативной игры на четырех игроков: её действие должно было происходить в реальном мире, и персонажи игры должны были быть обычными людьми, однако издатель требовал добавить в игру фантастические элементы, считая, что иначе её не удастся продать. Ninja Theory также предлагала издателям прототип многопользовательской игры, построенной вокруг боев с холодным оружием, но получала отказы по разным причинам: одни издатели считали, что такая игра не будет пользоваться успехом, другие указывали на нехватку у Ninja Theory опыта в разработке онлайн-игр.
В начале 2013 года студия занялась проектом под рабочим названием Razer, который должен был удовлетворить всем требованиям издателей. Razer задумывалась как многопользовательская игра в научно-фантастическом сеттинге, сочетающая в себе перестрелки и бои с применением холодного оружия; игроки должны были сражаться с колоссальным чудовищем, захватившим всю планету Земля. Уровни в игре должны были создаваться с помощью процедурной генерации, и игра предусматривала интеграцию с мобильными устройствами — через специальное приложение игроки могли бы менять экипировку персонажей и следить за достижениями друзей по игре. Издателя для Razer также найти не удалось: в это же время американская компания Bungie анонсировала игру Destiny, основанную на очень похожей концепции, и издатели опасались, что две схожие игры будут прямо конкурировать друг с другом. Ninja Theory попыталась переделать накопленные для Razer наработки в новую игру и даже заключила соглашение с компанией-издателем, но в конечном счете разорвала его, поскольку издатель чрезмерно ограничивал творческую свободу студии. В это же время Ninja Theory работала как подрядчик для компании Disney Interactive, в частности, взяв на себя часть программной разработки и создание боевой системы для игр Disney Infinity: Marvel Super Heroes и Disney Infinity 3.0. Компания Disney считала опыт Ninja Theory в создании action-игр очень полезным, в частности, при создании эффектного фехтования на световых мечах в сегментах Disney Infinity 3.0, посвященных «Звездным войнам».
Неудачи с Razer и другими проектами этого времени заставили студию обдумывать концепцию «инди-AAA»-игр, которые студия могла бы разрабатывать и выпускать самостоятельно, без участия издателей. На эту идею повлияло ещё и сотрудничество с Гарлендом, который задавался вопросом, почему в индустрии компьютерных игр нет аналога независимых фильмов в киноиндустрии — проектов, которые могли бы соседствовать со сверхдорогими блокбастерами и при этом не выглядеть второсортно и дешево. Руководство Ninja Theory считало, что на рынке есть пустующая ниша «средних» игр, занимающих промежуточное положение между низкобюджетным инди-производством и AAA-проектами. Студия решила не обращаться к системам краудфандинга наподобие Kickstarter, а профинансировать разработку пробной «инди-AAA»-игры за счет собственных средств. Такой экспериментальной игрой стала Hellblade: Senua's Sacrifice — её созданием занималась внутренняя команда из 15 человек. Желая как можно больше сократить бюджет игры, студия также воздерживалась от чрезмерных трат на маркетинг и рекламу игры. При этом игра, как и предыдущие, более дорогостоящие проекты Ninja Theory, использовала современные технологии, к которым имела доступ студия, и точно так же применяла «захват движения» для отражения актерской игры средствами игрового движка. Поскольку игра затрагивала темы душевной болезни и психоза, студия привлекла к работе над ней профессиональных психологов и даже получила грант от благотворительного фонда Wellcome Trust. Hellblade: Senua’s Sacrifice, выпущенная в августе 2017 года, получила восторженные отзывы критиков и оказалась коммерчески успешной: скромный бюджет игры окупился уже через три месяца после начала продаж. Игра получила ряд наград и номинаций, в том числе пять номинаций на Премию Британской Академии в области видеоигр — с точки зрения Тамима Антониадеса, такое признание означало, что модель «инди-AAA» работает. Ninja Theory запустила несколько новых неанонсированных проектов, также с ограниченными бюджетами и небольшими командами увлеченных разработчиков, которые сами определяли, чем им хочется заниматься; по словам Антониадеса, это «более весёлые, традиционные игры», не столь серьёзные, как Hellblade.

### В составе Xbox Game Studios (с 2018)
В июне 2018 года, в ходе выставки Electronic Entertainment Expo 2018, американская компания Microsoft объявила, что заключила соглашение о приобретении Ninja Theory и еще четырех других студий — таким образом, Ninja Theory вновь стала внутренней студией более крупной компании по разработке компьютерных игр — Microsoft Studios; полгода спустя название материнской компании сменилось на Xbox Game Studios. Креативный директор и один из основателей Ninja Theory Тамим Антониадес опубликовал заявление, в котором объяснял согласие студии на поглощение желанием сохранить творческую свободу: «Мы хотим существовать вне ААА-производства, делать игры, в которых первое место отдавалось бы впечатлениям игрока, а не монетизации». Со своей стороны, глава Microsoft Studios Майкл Бути охарактеризовал Ninja Theory как студию, выпускающую «качественный контент», который должен хорошо вписаться в систему подписки Xbox Game Pass.
Находящуюся в разработке Project: Mara создатели описывали как игру в жанре психологических ужасов, всё действие которой разворачивается в одной детально смоделированной фешенебельной квартире. Студия использовала современные технологии, чтобы добиться крайне реалистичных текстур и освещения.
Неожиданное закрытие в мае 2024 года нескольких студий в составе Xbox Game Studios, включая Tango Gameworks и Arkane Austin, вызвало в социальных сетях и прессе беспокойство за судьбу Ninja Theory: в случае неуспеха Hellblade 2 студию могли легко закрыть. По сообщению сайта Windows Central, на конец мая 2024 года Microsoft не имеет планов закрывать студию — напротив, компания одобрила разработку ещё одной игры, помимо уже разрабатываемой Project: Mara.

## Разработанные игры

### как Just Add Monsters
| Год  | Игра          | Платформы | Издатель               |
| ---- | ------------- | --------- | ---------------------- |
| 2003 | Kung Fu Chaos | Xbox      | Microsoft Game Studios |

### как Ninja Theory
| Год  | Игра                                                | Платформы                                                                               | Издатель                    |
| ---- | --------------------------------------------------- | --------------------------------------------------------------------------------------- | --------------------------- |
| 2007 | Heavenly Sword                                      | PlayStation 3                                                                           | Sony Computer Entertainment |
| 2010 | Enslaved: Odyssey to the West                       | PlayStation 3, Xbox 360, PC (Windows)                                                   | Bandai Namco Entertainment  |
| 2013 | DmC: Devil May Cry                                  | PlayStation 3, Xbox 360, Windows                                                        | Capcom                      |
| 2013 | Fightback                                           | iOS, Android                                                                            | Chillingo                   |
| 2014 | Disney Infinity: Marvel Super Heroes                | iOS, PlayStation 3, PlayStation 4, PlayStation Vita, Wii U, Windows, Xbox 360, Xbox One | Disney Interactive Studios  |
| 2015 | DmC: Devil May Cry - Definitive Edition             | PlayStation 4, Xbox One                                                                 | Capcom                      |
| 2015 | Disney Infinity 3.0                                 | iOS, Android, PlayStation 3, PlayStation 4, Wii U, Windows, Xbox 360, Xbox One          | Disney Interactive Studios  |
| 2017 | Dexed                                               | Windows (Oculus Rift, HTC Vive), PlayStation VR                                         | Ninja Theory                |
| 2017 | Hellblade: Senua's Sacrifice                        | Windows, PlayStation 4, Xbox One, Nintendo Switch, PlayStation 5, Xbox Series X/S       | Ninja Theory                |
| 2018 | Nicodemus: Demon of Evanishment                     | location-based VR experience                                                            | The Void                    |
| 2018 | Hellblade: Senua’s Sacrifice VR                     | Windows (Oculus Rift, HTC Vive)                                                         | Ninja Theory                |
| 2019 | A Star Wars VR Series — Vader Immortal: — Episode I | Oculus Quest                                                                            | Lucasfilm                   |
| 2020 | Bleeding Edge                                       | Xbox One, Windows                                                                       | Xbox Game Studios           |
| 2024 | Senua's Saga: Hellblade II                          | Windows, PlayStation 5, Xbox Series X/S                                                 | Xbox Game Studios           |
| TBA  | Project: MARA                                       | Windows, Xbox Series X/S                                                                | Xbox Game Studios           |